# 氮-14
氮-14（英語：Nitrogen-14）是氮的同位素之一，為穩定同位素，原子核包含了七個質子和七的中子，是最常見的同位素，豐度有99.636%，在高空中，氮-14被宇宙射線轟擊，並產生有放射性的碳-14。一般來說，氮-14在宇宙中是被恆星合成的，在碳氮氧循環中扮演重要的角色。